# 捷克地域

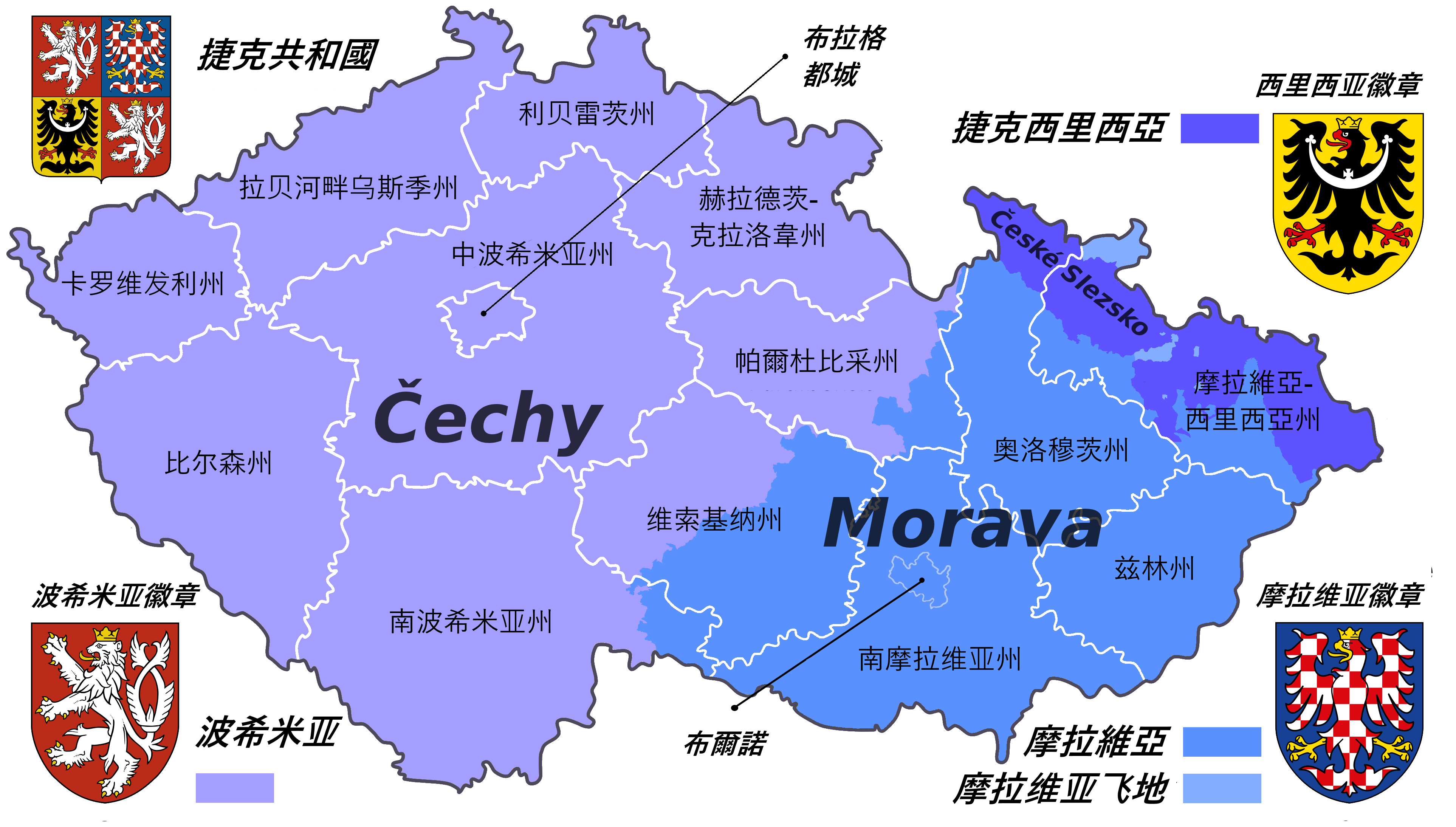
捷克地域的三大組分

1618年神聖羅馬帝國內的波希米亞王冠領地

捷克地域或波西米亞地域（捷克語：České země，發音：[ˈtʃɛskɛː ˈzɛmɲɛ]；德語：Länder Tschechiens；英語：Czech lands）是包含波希米亞、摩拉維亞和捷克西里西亞的歷史地區。自1918年起，這三者共同組成了捷克斯洛伐克的捷克部分，並隨後成為了1969年1月1日成立的捷克社會主義共和國、1993年1月1日起成立的捷克共和國的部分。捷克地域也被稱為捷克。
在歷史背景下，捷克語使用該術語來指代由波希米亞國王統治的任何領土，即查理四世在14世紀建立的波希米亞王冠領地。這將包括像盧薩蒂亞（1635年歸併入薩克森）和整個西里西亞這樣的領土。在1742年普魯士國王腓特烈大帝征服西里西亞之後，波希米亞王冠的剩餘土地——波西米亞、摩拉維亞和奧地利西里西亞——與現代捷克已無二致。